# Ahead by a Century
Singles de The Tragically Hip
Thugs
(1996) Gift Shop
(1996)
Ahead by a Century est une chanson du groupe canadien de rock The Tragically Hip. 

## Description
La chanson est sortie en tant que premier titre du cinquième album studio du groupe, Trouble at the Henhouse. La chanson a atteint le numéro un sur le palmarès des titres musicaux au Canada, et est le single ayant connu le plus de succès pour le groupe dans leur pays d'origine, le Canada. C'était l'une des dix chansons les plus jouées au Canada en 1996. La chanson est nommée pour la « meilleure chanson » aux Prix Juno en 1997. La chanson a été certifiée disque de platine au Canada en 2016.
Ahead by a Century était la dernière chanson interprétée par le groupe lors de leur concert final le 20 août 2016. CBC Television a utilisé la chanson pour son montage des temps forts pour clore sa couverture des Jeux olympiques d'été de 2016. Il a également été utilisé par la suite pour les titres d'ouverture de la série CBC/Netflix Anne with an E.
Le 18 octobre 2017, jour de l'annonce de la mort du chanteur de Tragically Hip Gord Downie, Ahead by a Century était la chanson la plus jouée à la radio canadienne.

## Contexte
La chanson est l'un des nombreuses chansons de Tragically Hip qui ont été élaborées à partir d'improvisations lors de performances en direct de la chanson signature du groupe New Orleans Is Sinking.
La chanson commence par une image de romance juvénile, avec un jeune garçon et une fille grimpant à un arbre pour parler et réfléchir à toutes les possibilités que la vie leur réserve. Les paroles originales, qui ont été interprétées au moins une fois en direct avant que Downie ne les réécrive dans leur forme plus familière, étaient plus ouvertement sexuelles, avec le garçon et une fille grimpant à l'arbre uniquement pour toucher la « chatte » et la « bite » de l'autre. Downie a ensuite expliqué que le thème voulu était celui de l'innocence — « Ce sont deux petits enfants, et ils ne savent pas quoi c'est un con et ils ne savent pas ce qu'est une bite - ils les ont juste entendus l'appeler ainsi - mais ont dit qu'après avoir été convaincu par le technicien de guitare du groupe que le public n'entendrait pas ce thème à cause du choc de la terminologie explicite, il est passé par un processus intense mais gratifiant d'une semaine de réécriture du verset pour communiquer l'idée d'une manière plus accessible. »